# GoodTimes
GoodTimes ist eine sechsmal im Jahr erscheinende Musikzeitschrift vom NikMa Verlag in Vaihingen an der Enz, die sich mit der populären Musik seit den fünfziger Jahren bis zum gegenwärtigen Zeitpunkt beschäftigt.
Betrachtet wird Rockmusik, also Rock, Pop, Blues, Beat, Rock ’n’ Roll, Psychedelic Rock, Country, Jazz-Rock, Southern Rock, Metal oder Krautrock.

## Name und Geschichte
Der Name GoodTimes geht auf den von Ray Davies komponierten Song Where Have All The Good Times Gone der Kinks zurück, der 1965 auf der Langspielplatte The Kink Kontroversy erschien. Ihren Anfang nahm die Zeitschrift 1991 erstmals als Einzelheft Nr. 0 mit einer Auflage von 1000 Exemplaren, 1992 mit vier Heften (Nr. 1 bis 4), 1993 bis 1994 mit je fünf Heften (Nr. 5 bis 14), 1995 ebenfalls mit fünf Heften (1/1995 bis 5/1995) und ab 1996 mit deren sechs pro Jahr. Ab Heft 10 (1994) war GoodTimes auch am Kiosk erhältlich. Zunächst erschien die Zeitschrift im GoodTimes-Verlag Darmstadt und Peter Seeger war der Herausgeber. Ab Januar 2008 gab es einen Wechsel zum damaligen NikMa Musikbuch-Verlag – seit Ende 2011 NikMa Verlag – in Vaihingen an der Enz. Hier fungiert seitdem Fabian Leibfried als Herausgeber und Chefredakteur.
Im Jahr 2012 unternahm GoodTimes bei pubbles – jetzt tolino media – den ersten Versuch, die Zeitschrift online zu stellen, aktuell kann man sie beim Internetdienst Readly lesen. GoodTimes unterhält etwa 40 Mitarbeiter, davon je einen Korrespondenten in England und Amerika.

## Inhaltliche Ausrichtung
Der Untertitel Music from the 60s to the 80s trifft auf den Zeitrahmen nicht ganz zu, da dieser viel größer angelegt ist. Die Artikel, Berichte und Plattenrezensionen beginnen nicht erst 1960 und hören nicht mit dem Jahr 1990 auf. Das erste Heft (0/1991) umfasste lediglich 44 Seiten und hatte als Titelstory Beiträge über Peter Noone und die Rattles sowie je ein Dutzend Plattenbesprechungen und Konzertberichte zum Inhalt. Bald jedoch wuchs der Umfang und frühzeitig wandelte sich der Charakter der Zeitschrift von einem zurückblickenden Fanzine zu einer professionell gestalteten, auch aktuelle Entwicklungen und Ereignisse aufzeigenden Zeitschrift: Wenn GoodTimes auch darauf spezialisiert ist, über zurückliegende Zeiten zu berichten, werden wir trotzdem auch aktuell bleiben und den Blick nach vorn richten. So hieß es in der 50. Jubiläumsausgabe, Heft 1/2001. Die 150. Ausgabe war die Nr. 5/2017. Mit dem Heft 6/2021 konnte GoodTimes auf 30 Jahre Erscheinen zurückblicken.
Die erforderliche Aktualität – insbesondere im Hinblick auf Nachfolgebands oder Soloaktivitäten der Künstler – ist dadurch gegeben, dass bestimmte Themen über die Jahre wiederholt aufgegriffen werden. So gab es beispielsweise die Story über Led Zeppelin in den Jahren 1997, 2003, 2007 sowie in mehrteiliger ausführlicher Form 2018. Gleichermaßen wurde das Album Sgt. Pepper’s Lonely Hearts Club Band der Beatles bis 2020 insgesamt fünf Mal besprochen. Alle Leser – nicht nur Abonnenten – können einen frei verfügbaren Index nutzen, der alle Jahrgänge beinhaltet und mit jedem neuen Heft aktualisiert wird.
Auf zumeist etwa 100 Seiten gibt es einmal die festen Rubriken Editorial, Verstorben, Runde Geburtstage, Kleinanzeigen, Shop, Kreuzverhör und … zuguterletzt. Zum zweiten erschienen im Lauf der Jahre weitere zeitweilige Serien zu verschiedenen Themengebieten, beispielsweise Blues Porträt (68 Folgen), Soul Porträt (41 Folgen), Die besten Plattenläden (13 Folgen) oder Stilkunde (14 Folgen). Der weitaus größte Teil des Heftes besteht jedoch aus Interviews, Interpretenvorstellungen und Rezensionen von Platten-, CD- oder DVD-Neuerscheinungen sowie einem Konzertkalender. So fanden in der Ausgabe 4/2025 187 Besprechungen von Tonträger-Neuerscheinungen bzw. -Wiederveröffentlichungen ihren Platz und es gab sieben Buchvorstellungen sowie drei Konzertberichte über Neil Young & The Chrome Hearts, Grobschnitt sowie Dick Taylor & Tallyman.
CD-Beilagen waren in folgenden Ausgaben enthalten:
- In Heft 3/2009 war beigelegt die CD Songs By GoodTimes. Sie wurde eingespielt von einer GoodTimes-All-Star-Band, bestehend aus Chris Thompson, Pete York, Siggi Schwarz und anderen mit sechs Stücken, die den Ausdruck Good Times im Titel hatten (GT-0001 2009).[10]

- In Heft 6/2010 war beigelegt die CD GoodTimes Christmas Time. Sie enthielt 11 Stücke, eigens für das Heft von Fools Garden, Chris Thompson, Johnny Logan und anderen Interpreten geschrieben und eingespielt (GT-0002 2010).[11]

- In Heft 3/2015 war beigelegt die CD Good Times In The Summertime  von Ray Dorset (Mungo Jerry), der alle Songs aufnahm. Seinen Welthit In The Summertime schrieb er hierzu extra für GoodTimes in Good Times On Your Mind um (GT-0003 2015).[12]

## Nebenprojekte und Ableger von GoodTimes
- GoodTimes kult!: Während das Hauptaugenmerk von GoodTimes auf Musik liegt, erfasst die Heftreihe kult! viel mehr Aspekte des kulturellen Geschehens, so zum Beispiel Kindheits- und Jugendidole der Jahre 1960 bis 1980, Bücher, Filme und Schauspieler, damalige Jugendzeitschriften oder Science-Fiction (NikMa Verlag, Vaihingen; ZDB-ID: 2694610-5; Ab 2010 zweimal jährlich; aktuelles Heft ist die Nr. 32).
- GoodTimes kult! Edition: Hier erfolgt eine weitere Spezialisierung mit den Sondereditionen Auto, Western-Serien, Krimi-Serien, 100 Fußballer – Bundesliga 63-89, TV-Serien und Die 100 größten Schlagerstars der 1970er (NikMa Verlag, Vaihingen; ZDB-ID: 2893659-0; Ab 2016 einmal jährlich).
- GoodTimes Edition Discographien:  Die Edition Discographien ist eine Ergänzung zur eigentlichen Zeitschrift, da sie die in verschiedenen Ausgaben von GoodTimes verstreut vorliegenden Informationen zu erschienenen Platten, CDs und Downloads oder deren Wiederveröffentlichungen – auch als Vinyl – an einer Stelle bündelt (NikMa Verlag, Vaihingen; ZDB-ID: 2893656-5; Ab 2014 zweimal jährlich; aktuelles Heft ist die Nr. 23).
- GoodTimes Rock & Pop Album Charts: Die Interpreten der 60er, 70er und 80er Jahre; Chartpositionen von LPs und CDs von 1959 bis 2024, NikMa Musikbuch Verlag, Vaihingen 2025, EAN 9783938155455.
- GoodTimes Rock & Pop Single Charts: Die Interpreten der 60er, 70er und 80er Jahre; Chartpositionen von Singles von 1959 bis 2024, NikMa Musikbuch Verlag, Vaihingen 2025, EAN 9783938155462.

- GoodTimes – Der große Rock & Pop LP/CD-Preiskatalog: Im Jahr 2024 erschien der 40. Jahrgang dieses Nachschlagewerkes, seit 2004 unter der Federführung des NikMa Verlages (NikMa Verlag, Vaihingen; ZDB-ID: 2477576-9; ISSN 1868-1980; Einmal jährlich, ab 2019 alle zwei Jahre).
- GoodTimes – Der große Rock & Pop Single-Preiskatalog: Im Jahr 2024 erschien der 28. Jahrgang dieses Nachschlagewerkes, seit 2004 unter der Federführung des NikMa Verlages (NikMa Verlag, Vaihingen; ZDB-ID: 2477597-6; ISSN 1868-1972; Einmal jährlich, ab 2019 alle zwei Jahre).
- GoodTimes Edition The 80s: Hier wurde der Versuch unternommen, sich auf Bands der Jahre nach 1980 zu spezialisieren. Das erste Heft begann mit Titelstories über Duran Duran und Depeche Mode, fand aber anschließend keine Fortsetzung mehr (NikMa Verlag, Vaihingen; ZDB-ID: 2903465-6; 2016 eine Ausgabe, dann eingestellt).
- GoodTimes Edition Musikzeitschriften:  In dieser Sonderedition werden zumeist Titelbilder von bekannten, aber auch von nicht mehr existierenden Musikzeitschriften wie Bravo, Melodie und Rhythmus, Sounds, Musikexpress oder Pop/Rocky gebracht und deren Werdegang betrachtet (NikMa Verlag, Vaihingen; ZDB-ID: 3036073-0; Ab 2020 zweimal jährlich; letztes Heft war Vol. 4, 1/22).
- GoodTimes-CD-Edition:  Im Jahr 2009 erschienen im Rahmen dieser Edition in Zusammenarbeit mit Sony Music folgende Kompilationen über: Electric Light Orchestra, Meat Loaf, Lou Reed, Marvin Gaye, John Farnham, Simon & Garfunkel, Al Kooper, Alice Cooper, Miles Davis (Album Kind Of Blue), Santana, Jacksons und Kris Kristofferson.[13] Ab 2010 kamen hinzu:

• Remo Four: Smile!, Peter Gunn … And More (Bear Family Records, BCD 17105, 2010)
• Lords: Some Folks By The Lords, Plus (Bear Family Records, BCD 17125, 2010)
• Lords: In Black And White In Beat And Sweet, Plus (Bear Family Records, BCD 17127, 2010)
• Gloomys: Daybreak (Bear Family Records, BCD 17218, 2011)
• Gloomys: Winds Of Change (Bear Family Records, BCD 17220, 2011)
• Wayne Fontana & The Mindbenders:  Eric Rick Wayne Bob, Plus (Bear Family Records, BCD 17233, 2012)